# Злинка (рослина)

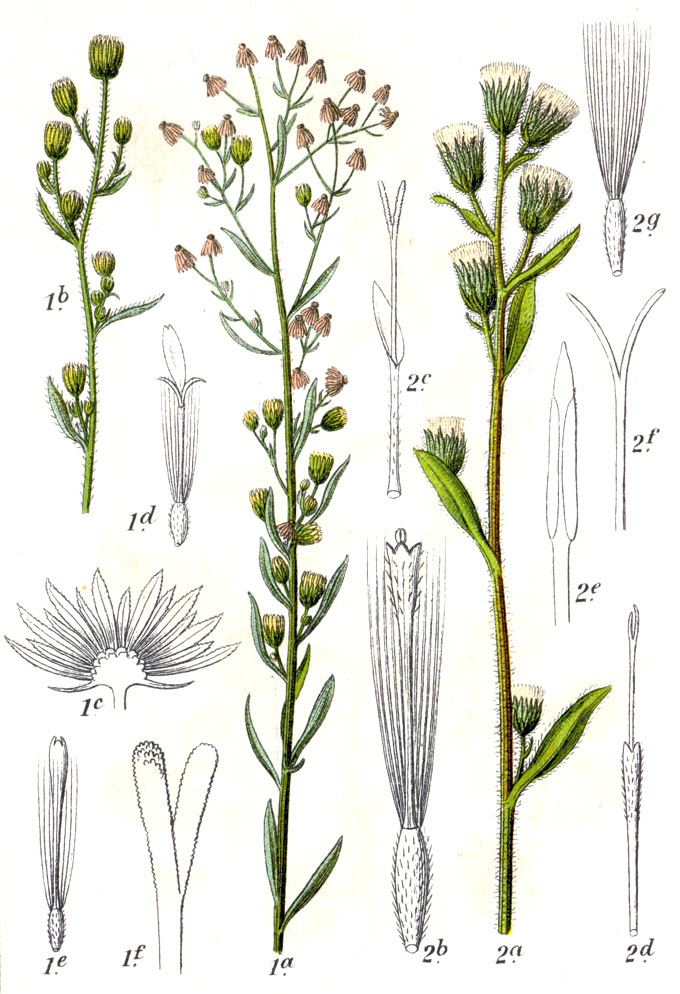
Erigeron canadensis

Злинка (Erigeron L.) — рід одно- і багаторічних гіллястих рослин з родини айстрових. Цей космополітичний рід містить понад 450 видів.

## Морфологічна характеристика
Це однорічні або багаторічні трави. Листки чергові чи розеткові, цільні чи лопатеві. Голівкові суцвіття поодинокі чи кілька разом на кінцевих квітконіжках. Променеві квіточки 1–2-рядові, жіночі; дискові квіточки численні, двостатеві чи крайні жіночі, трубчасті чи воронкоподібні з 5 часточками. Сім'янки круглі в поперечнику чи стиснуті; папус переважно подвійний, зовнішній ряд — луски (іноді відсутній), внутрішній ряд — тонкі щетинки.

## Поширення в Україні
В Україні — 2 місцеві, 2 натуралізовані, 1 можливий (також Erigeron strigosus, Erigeron speciosus — культивовані чи випадкові):
- Злинка гостра, злинка їдка (Erigeron acris L.), бур'ян по степах, схилах, на луках по всій Україні; раніш використовували при хворобах грудей. Відігравала велику роль у чарівництві та знахарстві.
- Злинка альпійська (Erigeron alpinus L.) росте в Карпатах.
- Злинка однорічна (Erigeron annuus (L.) Desf) — натуралізований в Україні вид.
- Злинка канадська, пушняк канадський (Erigeron canadensis L.) — натуралізований в Україні вид. Це бур'ян на відкритих піщаних ґрунтах, на полях, городах по всій Україні; квітуче свіже зілля має 0,33 — 0,66 % етерової олії з приємним запахом, яка містить до 83 % лімонену і, крім того, терпінеол і альдегіди. З рослини видобувають лімонен; гомеопатія вживає зілля при різних кровотечах.
- Злинка однокошикова (Erigeron uniflorus L.) — можлива у Карпатах.